# ووی‌تالا
ووی‌تالا (به لاتین: Voytala، یا ووه‌تالا Vöhtala) یک منطقه مسکونی در جمهوری آذربایجان است که در شهرستان زاقاتالا واقع شده است.